# 佩斯佳基农村居民点
佩斯佳基农村居民点（俄语：Пестяковское сельское поселение）是俄罗斯联邦伊万诺沃州佩斯佳基区所属的一个农村居民点。其下辖有114个居民点，行政中心为佩斯佳基。据2016年统计，该农村居民点的人口为2011人。